# Liste der in Nord-Borneo tätigen Unternehmen von 1881 bis 1946
Die Liste der in Nord-Borneo tätigen Unternehmen von 1881 bis 1946 enthält eine Zusammenstellung der unter Lizenz der North Borneo Chartered Company tätigen ausländischen Unternehmen, die in der Zeit zwischen 1881 und 1946 in Nord-Borneo, dem heutigen Sabah, Malaysia tätig waren.
| Gesellschaft                                         | Branche                    | Orte       | Quellen     | Bemerkung |
| ---------------------------------------------------- | -------------------------- | ---------- | ----------- | --- |
| The New London Borneo Tobacco Company                | Tabak                      |            | [ 1 ]       | |
| The New Darvel Bay Tobacco Plantations               | Tabak                      | Lahad Datu | [ 1 ]       | |
| London Borneo Tobacco Company                        | Tabak                      | Marudu Bay | [ 2 ]       | ab 1887 |
| The Tobacco Estates Syndicate                        | Tabak                      |            | [ 1 ]       | |
| The German Borneo Syndicate                          |                            |            | [ 1 ]       | |
| The Batu Puteh Syndicate                             |                            |            | [ 1 ]       | |
| The North Borneo State Cigar Syndicate               | Tabak                      |            | [ 1 ]       | |
| The Amsterdam Borneo Tobacco Company                 | Tabak                      |            | [ 1 ]       | |
| Labuk Planting Company                               |                            |            | [ 1 ]       | |
| Borneo Tungood Company                               |                            |            | [ 1 ]       | |
| British North Borneo Development Co.                 |                            |            | [ 1 ]       | |
| North Borneo Trading Company                         |                            |            | [ 1 ]       | |
| The Tobacco Co. of British North Borneo              | Tabak                      |            | [ 1 ]       | |
| The Bakau Company                                    |                            |            | [ 1 ]       | |
| The Borneo Coffee Company                            | Kaffee                     |            | [ 1 ]       | |
| The Sandakan Plantations                             |                            |            | [ 1 ]       | |
| The British North Borneo Gold Syndicate              | Gold                       |            | [ 1 ]       | |
| The Sandakan Bay Coalfields                          | Kohle                      | Silimpopon | [ 1 ] [ 3 ] | 1905 liquidiert, Rechtsnachfolger war die Cowie Harbour Coal Company Ltd.                                                 |
| Cowie Harbour Coal Company Ltd.                      | Kohle                      | Silimpopon | [ 3 ]       | |
| The China Borneo Company                             |                            |            | [ 1 ]       | |
| The Sabah Steamship Company                          |                            |            | [ 1 ]       | |
| The North Borneo Ramie Fibre Company                 |                            |            | [ 1 ]       | |
| Labuan and Borneo, Limited                           |                            |            | [ 1 ]       | |
| Messrs. Wallace & Co.                                | Erdöl                      |            | [ 1 ]       | |
| The Mortgage Investment and Contract Corporation     | Naturkautschuk             |            | [ 1 ]       | |
| Manchester North Borneo Rubber Ltd. Kinarut Estate   | Naturkautschuk             | Kinarut    | [ 4 ]       | ab 1910; im Jahr 1951 ging das Betriebsvermögen der Manchester North Borneo Rubber Ltd. auf die Lok Kawi Rubber Ltd. über |
| Kuhara Rubber and Manila Hemp Estates                | Naturkautschuk, Manilahanf | Tawau      | [ 5 ]       | ab 1916 |
| Kubota Coconut Estates                               | Kokos                      | Tawau      | [ 5 ]       | ab 1916 |
| British Borneo Exploration Syndicate Company Limited | Mangan                     | Marudu Bay | [ 6 ]       | 1904–1913 |